# Gruta do Tamboril
Gruta do Tamboril localiza-se no município de Unaí MG. É formada por vários salões ricamente ornamentados por estalactites e estalagmites, abrigando em um deles um lago cristalino. 
Até agosto de 2011, placas de advertência sinalizavam que a gruta estava interditada pela saúde pública. A Gruta encontra-se atualmente interditada para visitação por solicitação do DRS-UNAÍ, Diretoria Regional de Saúde, desde 2002  devido à suspeita de um foco de histoplasmose no local. Desde então nada foi feito para constatar definitivamente o risco, nem para debela o mesmo, caso tal risco seja concreto.
1. ↑  Site do ICMBIO\CECAV